# 欧根·鲁格

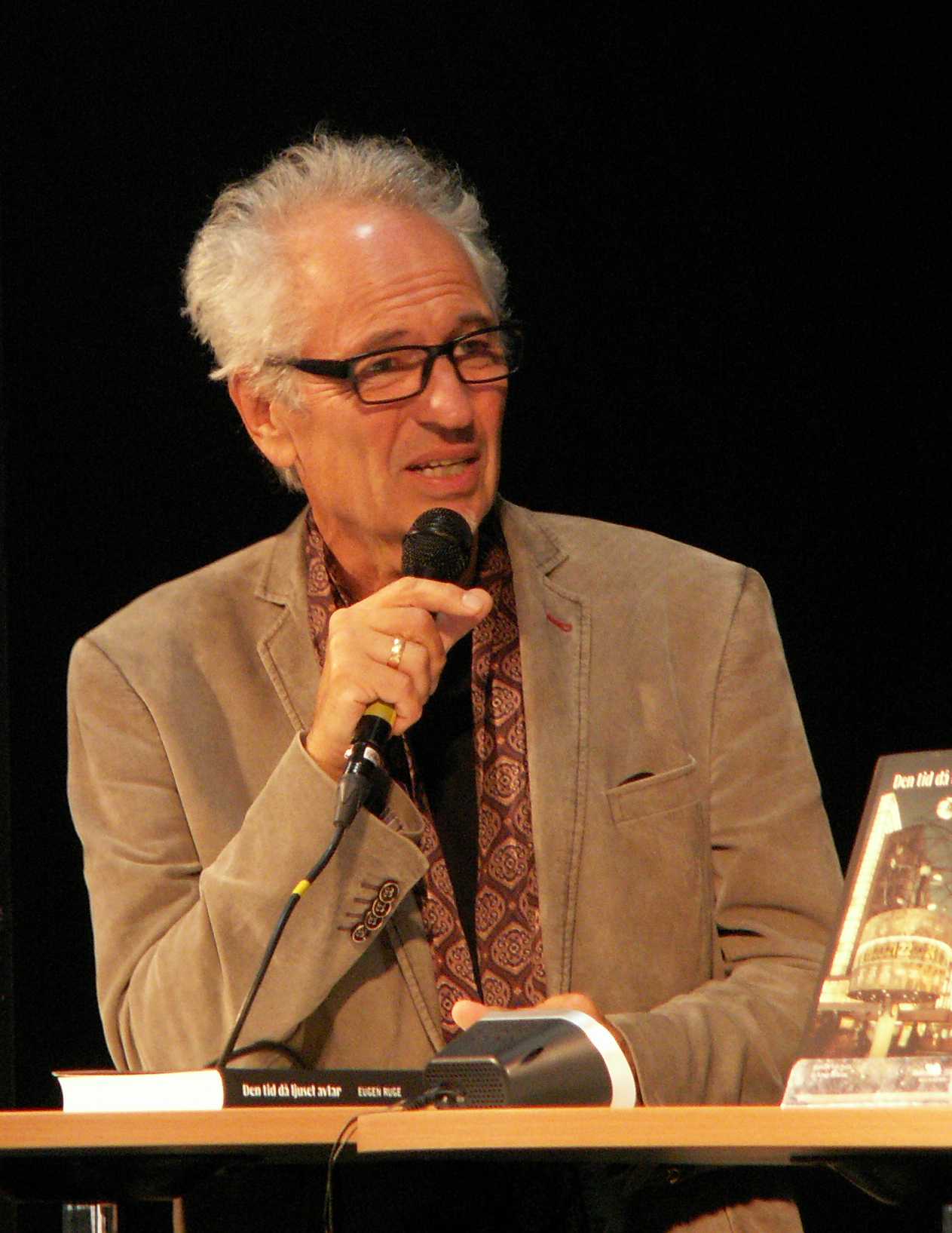
欧根·鲁格

欧根·鲁格（Eugen Ruge，1954年6月24日—）是一位出身于俄罗斯的德国作家、导演、翻译家，生于苏联斯斯維爾德洛夫斯克州的索西瓦。2011年，他凭借作品《光芒渐逝的年代》（In Zeiten des abnehmenden Lichts）赢得德国图书奖。